# Oryx y Crake
Oryx y Crake (título original en inglés Oryx and Crake) es una novela de ciencia ficción con elementos distópicos y satíricos, de la autora canadiense Margaret Atwood, publicada originalmente en el 2003. Ha sido publicada traducida al español: ISBN 84-666-1460-5.
Oryx y Crake examina de una forma crítica los avances de la medicina y la tecnología de manipulación genética, en concreto la creación de animales transgénicos (como los "cerdones" que aparecen en la novela, que son cerdos híbridos de cerdo y humano, criados para obtener órganos humanos para trasplante). La sociedad descrita tolera y promociona la comercialización de todos los aspectos de la vida, y mantiene una división abismal entre pobres y ricos, que viven protegidos en áreas cerradas.
El protagonista de la novela parece ser el último hombre vivo en la Tierra, pero está rodeado de extrañas bestias híbridas (los hombre-cerdos, los lobo-perros, las ratas-serpientes, etc). Un grupo de seres con aspecto humano, nombrados crakers, viven cerca y a menudo le traen comer y le hacen preguntas sobre temas que ellos no entienden. Tal como adelanta la novela se va descubriendo que los crakers y las bestias han sido creados mediante ingeniería genética.
Con flashbacks descubrimos la historia de "Hombre de las nieves", un niño llamado Jimmy que creció en una sociedad dominada por las grandes compañías multinacionales, que mantenían a las familias de sus empleados protegidas en complejos privilegiados y vigilados bien separados de los proletarios. Jimmy se hizo amigo de Crake (cuyo verdadero nombre era Glenn), un brillante y prometedor estudiante de ciencias. La novela satiriza a la sociedad actual mostrando las actividades de los dos adolescentes que pasan el tiempo con juegos electrónicos y videos de todo tipo de actividades violentas, crueles, macabros, etc. 
Un tercer personaje es una mujer misteriosa. Su apodo es Oryx, nombre de un antílope africano. Ella es la maestra de los crakers y además amante de Crake y de Jimmy.
Oryx y Crake es la primera parte de la trilogía, seguida de El año del diluvio y de Maddaddam.
- Datos: Q2032398